# أد وولجاست
أد وولجاست (بالإنجليزية: Ad Wolgast) مواليد 8 فبراير 1888 في كاديلاك، ميشيغان - الوفاة 14 أبريل 1955 في كاماريلو، كان ملاكم محترف أمريكي بدأ مسيرته الاحترافية سنة 1910. دخل قاعة مشاهير الملاكمة الدولية.

## إحصائيات
خاض خلال مسيرته 90 نزالا، فاز في 61 وتعادل في 16 وخسر في 13. فاز بالضربة القاضية في 42 نزالا.

## روابط خارجية
- أد وولجاست على موقع بوكس ريك (الإنجليزية) (registration required)